# Kościół Świętego Gereona w Kolonii
Kościół Świętego Gereona (niem. St. Gereon Kirche) – jeden z dwunastu romańskich kościołów w Kolonii, usytuowany w północno-zachodniej części historycznego Starego Miasta.
Dedykowany świętemu Gereonowi kościół należy do najstarszych kościołów Kolonii, jego metryka sięga czasów cesarstwa rzymskiego – IV wieku, kiedy to wzniesiono mauzoleum poświęcone męczennikowi. Zasadniczą częścią świątyni jest datowany na 1227 rok centralny, dekagonalny korpus nawowy, którego architektura ideowo nawiązuje do dawnego mauzoleum. Obok kopuły katedry we Florencji (proj. F. Brunelleschi) i Hagii Sophii w Stambule, kopuła świątyni kolońskiej należy do największych w Europie. Wysokość sklepienia wynosi 34,55 m., a średnica w najszerszej części sięga 21 m. Od 1920 świątynia nosi tytuł bazyliki mniejszej nadany przez papieża Benedykta XV.

## Dzieje

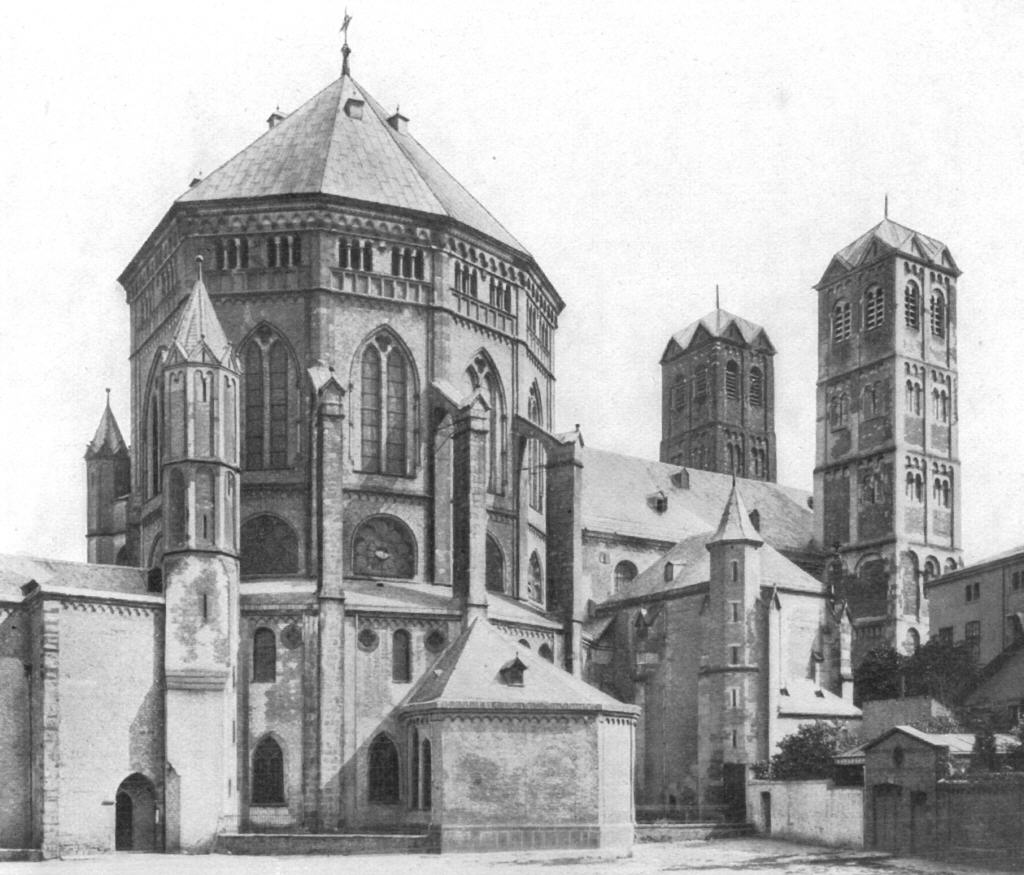
Widok na kościół z 1925 r.

Początki dziejów świątyni sięgają późnego antyku. W północno-zachodniej części miasta znajdowała się nekropolia, na terenie której w IV wieku wzniesiono na planie owalnym memorium (rodzaj kopułowego mauzoleum) mieszczące wewnątrz grób świętego Gereona – żołnierza Legii Tebańskiej, zmarłego śmiercią męczeńską w Kolonii w 318 roku. Dawne mauzoleum było zbudowane na planie owalu przykryte kopułą. Jego wymiary wynosiły 23,70 i 19,80 metrów. Od strony wschodniej zamykała go półkolista absyda. Mniejsze absydy przylegały także do ścian bocznych. Kluczem do bardziej precyzyjnego datowania są odnalezione pośród pozostałości mauzoleum monety i fragmenty steli nagrobnej z wizerunkiem Izydy datowane na rok 345. Ponadto, oprócz części owalnej, od strony zachodniej znajdował się prostokątny narteks (z dwoma bocznymi absydami od strony północnej i południowej) łączący mauzoleum z czworobocznym atrium.
Od roku 839 świątynia pełniła funkcję kolegiaty. W latach 1067–69 powstało nowe prezbiterium, ponad kryptą, z dwoma bocznymi wieżami. Dzieło to ufundował arcybiskup Anno. Z fundacji arcybiskupa Arnolda II podwyższono korpus nawowy i nakryto go wielospadowym, piramidalnym dachem. Całość miała 48 m. wysokości. W 1190 w niszach dekagonu umieszczono sprowadzone do kościoła relikwie nieznanych innych męczenników tebańskich. W następnym roku poświęcono ołtarz dedykowany patronowi kościoła. W latach 20. XIII wieku przebudowano prezbiterium i podwyższono wieże. W połowie XIII wieku wzniesiono kaplicę chrzcielną przylegającą do południowej części dekagonu. W 1315 powstała nowa zakrystia. Pod koniec XIV wieku korpus nawowy został nakryty nowym sklepieniem gotyckim. W roku 1550 w zachodniej części dekagonu usytuowano organy. W XVIII wieku kościół poddano barokizacji – w latach 1766–67 świątynia otrzymała bogaty wystrój, który w następnym stuleciu został mocno zredukowany podczas gruntownej restauracji kościoła mającej na celu przywrócenie budowli jej średniowiecznego charakteru. Wcześniej jeszcze, w latach 30. XIX wieku, wyburzono zachodnie atrium, co było poważną stratą dla historycznego wyglądu kościoła.

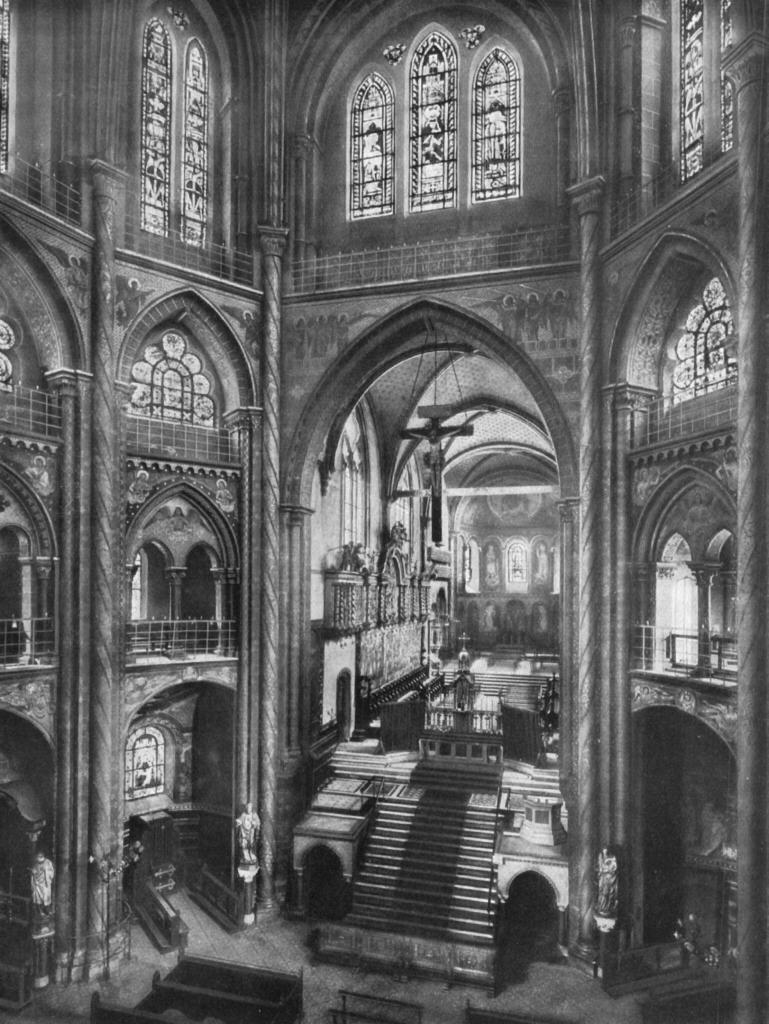
Chór ok. 1925 r.

W czasie II wojny światowej kościół uległ poważnym zniszczeniom w wyniku alianckich nalotów dywanowych. Jednakże zniszczenia, w tym olbrzymia wyrwa w zachodniej części dekagonu, nie spowodowały dalszych zniszczeń korpusu nawowego. Część wschodnia ucierpiała najmniej. Wielofazowa i skomplikowana odbudowa kościoła trwała do lat 80. XX wieku:
- 1949 – konsekrowano ołtarz główny w prezbiterium
- 1954 – dodano małe organy
- 1956 – ukończono konserwację dawnej krypty
- do 1984 – prace nad odbudową dekagonu

W 2001 poświęcono nowe wielkie organy, liczące 36 registrów.

## Architektura
Kościół Świętego Gereona składa się z dziesięciobocznego, centralizującego korpusu nawowego z kaplicą chrzcielną od strony południowej, trójprzęsłowego prezbiterium zamkniętego półkolistą absydą, dwoma wieżami po bokach, zakrystią (także od strony południowej) oraz dwuprzęsłowej kruchty, która niegdyś łączyła świątynię z czworobocznym atrium. Do kruchty przylegają dwie kaplice boczne. Architekturę charakteryzuje synteza form romańskich i gotyckich, z przewagą wcześniejszego stylu.

### Dekagon
Rdzeniem kościoła jest dekagon, powstały na zrębie IV-wiecznego memorium, będącego miejscem spoczynku patrona kościoła. Memorium de facto ustąpiło nawie wzniesionej w dobie romanizmu i gotyku, choć budowniczowie uszanowali dawny układ przestrzenny i dekagon powstał na bazie dawnej budowli.
W XIII wieku postanowiono nadbudować dekagon, który przestał być widoczny po wzniesieniu w XII wieku prezbiterium z wieżami. Gotycka nadbudowa dekagonu miała wymiar czysto ideowy. Dwa z dziesięciu boków (wschodni i zachodni) otwierające się na kruchtę i prezbiterium są nieco szersze od pozostałych, stąd też układ nawy nie jest w pełni foremny. Dekagon nakryty jest monumentalnymi sklepieniami w formie gotyckiej, profilowane żebra dźwigające potężne wysklepki spoczywają na filarach ze służkami zwieńczonych kapitelami. Ściany boczne dekagonu są podzielone na cztery kondygnacje, przy czym trzy dolne są ujęte masywnymi profilowanymi arkadami zamkniętymi łukiem ostrym, z których wschodnia jest łukiem tęczowym otwierającym się do prezbiterium. Najniższą kondygnację tworzą półkoliste arkady prowadzące do półokrągłych kaplic konchowych, istniejących już w IV wieku. Powyżej kaplic mieszczą się empory otaczające nawę. Artykulacja arkad empor jest zróżnicowana, podobnie jak ich forma i styl. W drugiej kondygnacji arkady mają formę zbliżoną do romańskich okien biforialnych i tryforialnych. Empory (które są nieco węższe od empor drugiej kondygnacji) znajdują się także w trzeciej kondygnacji. Ujęte są ostrołukowymi arkadami, ponad którymi znajduje się gzyms wieńczący trzy kondygnacje. Ściany najwyższej kondygnacji tworzą bęben kopuły, stąd dekagon jest bezpośrednio oświetlony. Światło wpada przez wielkie, parzyste ostrołukowe okna (na osi potrójne). Ciąg ostrołukowych arkad wieńczących również tę część dekagonu charakteryzuje się bogatym profilowaniem. Kondygnacja ta jest silnie wyodrębniona w stosunku do niższych, przez nieco cofnięte ściany bębna oraz galeryjkę z balustradą.
O ile wnętrze dekagonu jest bardzo dekoracyjne poprzez zwielokrotnione formy architektoniczne, to od zewnątrz dekoracje są skromne, co potęguje wrażenie jego monumentalności. Klarowna jest tu typowa dla architektury romańskiej kubiczność bryły. Naroża są zaakcentowane lizenami, do których na wysokości trzeciej kondygnacji przylegają masywne łęki oporowe wspierające nawę dekagonu. Łęki te połączone są z przyporami mieszczącymi się wewnątrz dwóch dolnych kondygnacji, które na zewnątrz przybierają formę lizen. Od strony zachodniej wznoszą się oktogonalne wieżyczki flankujące przedsionek, które są połączone z oktogonem za pomocą łęków oporowych. Każda kondygnacja oddzielona jest niewielkim gzymsem, pod którym znajdują się fryzy arkadowe. Wszystkie okna są umieszczone w arkadowych płycinach. Ponad oknami bębna znajduje się najwyższa, niewidoczna z zewnątrz, kondygnacja z galeryjką arkadową o bogatej dekoracji złożonej z fryzów arkadowych i okien tryforialnych. Całość tworzy silny dysonans wobec reszty.

### Prezbiterium
Wzniesione ponad kryptą prezbiterium poprzedzone jest dwubiegowymi schodami, a na powierzchni pomiędzy pierwszym a drugim biegiem usytuowany jest stół ołtarzowy. Dwa zachodnie przęsła prezbiterium nakryte są sklepieniem krzyżowo-żebrowym, zaś wschodnie – sklepieniem krzyżowo-kolebkowym. Wspierają je filary częściowo wmurowane w lico ściany. Ściany są podzielone na dwie strefy, w górnej umieszczone są okna w większości w formie gotyckiej. Architektoniczną dominantą wnętrza tej części kościoła jest absyda, z dwoma kondygnacjami bogato profilowanych, zamkniętych półkoliście arkad mieszczących wewnątrz nisze, a w przypadku górnej strefy trzech okien, na osi i skraju absydy. Arkady wsparte są na kolumnach, o kapitelach kostkowych i z dekoracją ornamentalną. Do mieszczących się w przyziemiach wież kaplic prowadzą dwa romańskie portale.

## Wystrój wnętrza
Pomimo licznych przebudów i zniszczeń wojennych wewnątrz świątyni zachowały się cenne dzieła sztuki średniowiecznej i nowożytnej.
W konsze absydy zachowała się polichromia przedstawiająca Chrystusa na Majestacie jako Sędziego Świata. Zgodnie z późnoromańską ikonografią Zbawiciel przedstawiony jest we wrzecionowatej mandorli, u stóp której stoją Maria i Jan Ewangelista. W stanie fragmentarycznym zachowały się malowidła w dolnej części absydy. Na ścianie absydy wisi monumentalny obraz z 1646 roku, pędzla Johanna Hulsmana, przedstawiający Madonnę z Dzieciątkiem w otoczeniu świętych Jana Ewangelisty oraz Katarzyny, Małgorzaty, Cecylii i Urszuli.
W północnej części prezbiterium znajduje się manierystyczne sakramentarium, dzieło Wendelina Beyschlaga, z 1608 roku z reliefami przedstawiającymi Ostatnią Wieczerzę i Zmartwychwstanie Pańskie. Na ścianach prezbiterium zespół barokowych tapiseriów wykonanych w 1765 we francuskim Aubusson z cyklem starotestamentowym Żywotów patriarchy Józefa. Przy zejściu z prezbiterium do nawy na ścianie wisi obraz Erasmusa Quellinusa z 1645–46 przedstawiający Świętą Rodzinę ze św. Anną. Wejście do zakrystii zdobią drewniane późnogotyckie drzwi z płaskorzeźbionymi postaciami Jezusa i Marii Boleściwej. Jedno z okien zakrystii zachowało XIV-wieczny witraż z przedstawieniem Pokłonu Trzech Króli.
W korpusie nawowym przeważa wystrój wykonany podczas odbudowy świątyni, w tym polichromia i witraże Wilhelma Nyssena przedstawiające patronów Kolonii. Przy jednym z filarów stoi monumentalna figura Madonny z Dzieciątkiem na półksiężycu, wykonana u schyłku XIV wieku – przykład wczesnej fazy stylu pięknego. Dzieło to umieszczone jest wtórnie, pierwotnie mieściło się w nieistniejącym już kościele Maria ad Gradus obok katedry. W kaplicach m.in. figura św. Heleny dłuta Jeremiasa Geisselbrunna, pochodząca z dawnego ołtarza głównego wykonanego w 1635 roku. W jednej z kaplic południowych barokowy obraz Boże Narodzenie.
Pośrodku kaplicy chrzcielnej stoi późnoromańska chrzcielnica z XII w. Na ścianach zachowały się malowidła ścienne z ok. 1240 przedstawiające Konstantyna Wielkiego i dwóch nieznanych świętych – przykład wczesnego stylu zygzakowatego. Obok późnogotycki tryptyk datowany na okres przed 1515 rokiem z przedstawieniem Grupy Ukrzyżowania w korpusie oraz świętych Jerzego i Krzysztofa na skrzydłach bocznych. Podobny typ Grupy Ukrzyżowania reprezentuje obraz z 1550 rok znajdujący się w przedsionku zachodnim, gdzie oprócz Jezusa, Marii i św. Jana przedstawieni zostali święci Sylwester i Gereon (po lewej) oraz Helena i Hildebert (po prawej). Średniowieczny typ ikonograficzny Grobu Pańskiego odzwierciedla XVI-wieczny zespół rzeźb poświęcony tej tematyce. W południowej kaplicy pełnoplastyczna Pietà dłuta Johann Reisa z Düsseldorfu wykonana w 1897 roku, nawiązująca do słynnej rzeźby Michała Anioła w rzymskiej bazylice św. Piotra na Watykanie. Wejście do dekagonu zdobią fragmenty XII-wiecznego portalu, w tym pełnoplastyczne figury lwów stojących na filarach – antycznych spoliach świadomie użytych wtórnie podczas budowy romańskiego kościoła.

## Galeria

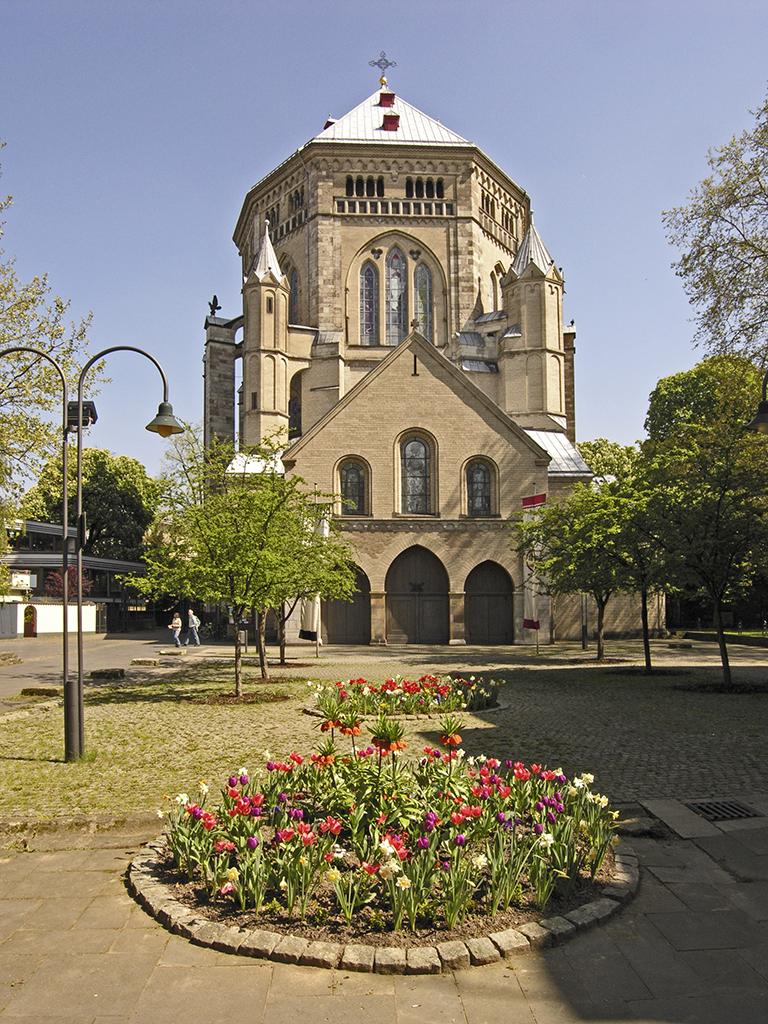
Kościół Świętego Gereona, widok od strony zachodniej
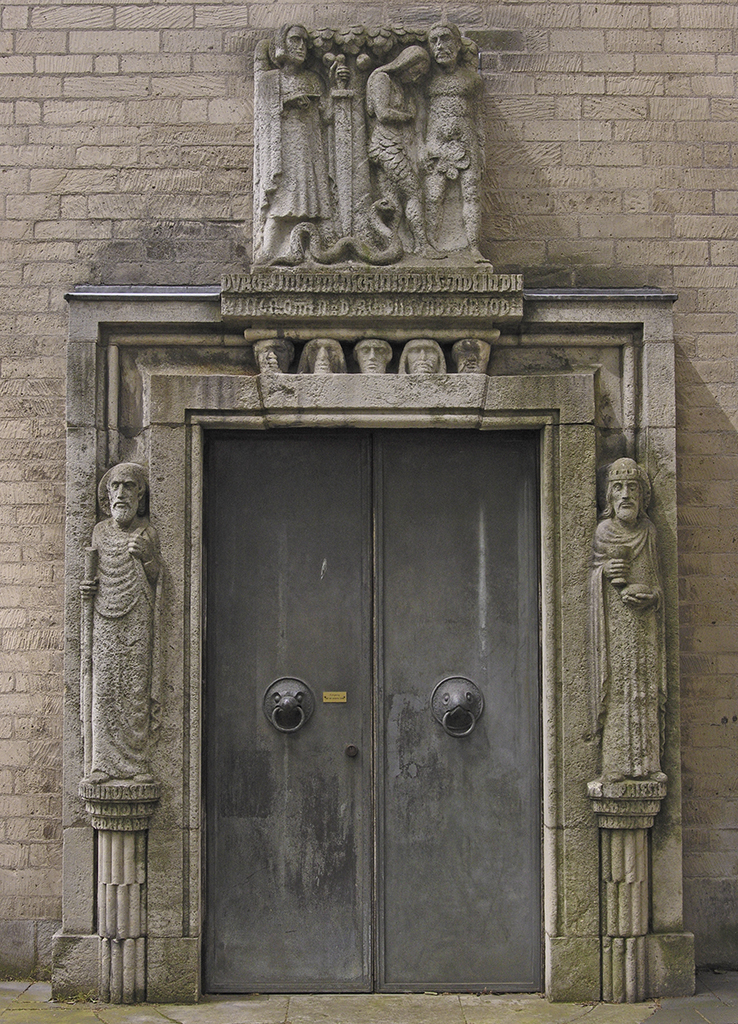
Wejście do kościoła od strony południowej
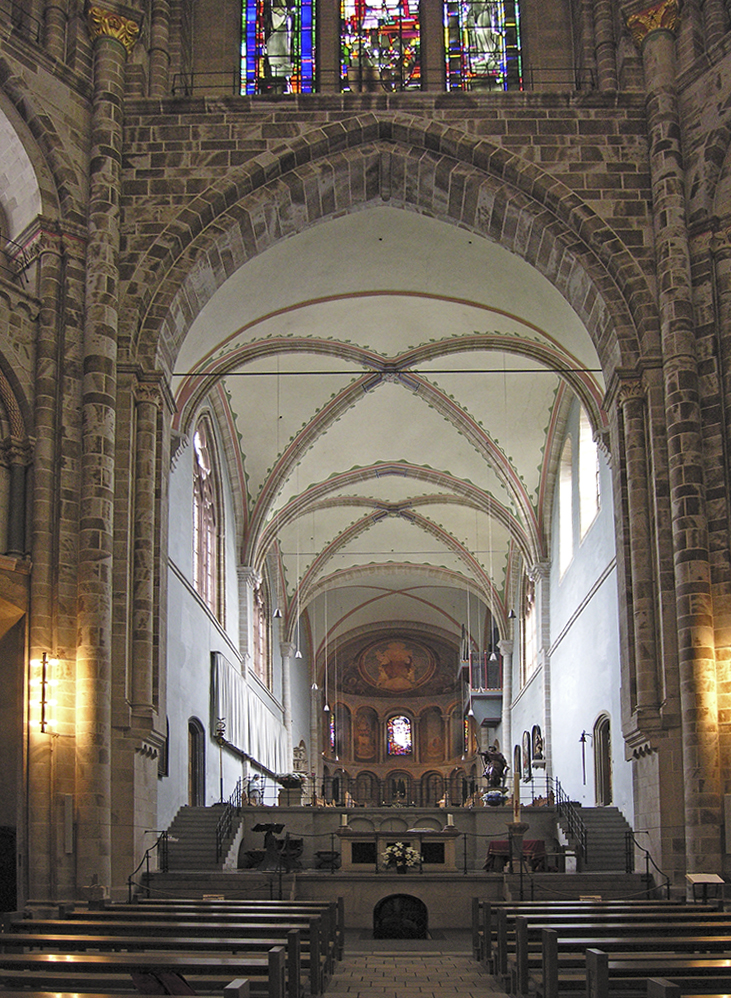
Widok na prezbiterium
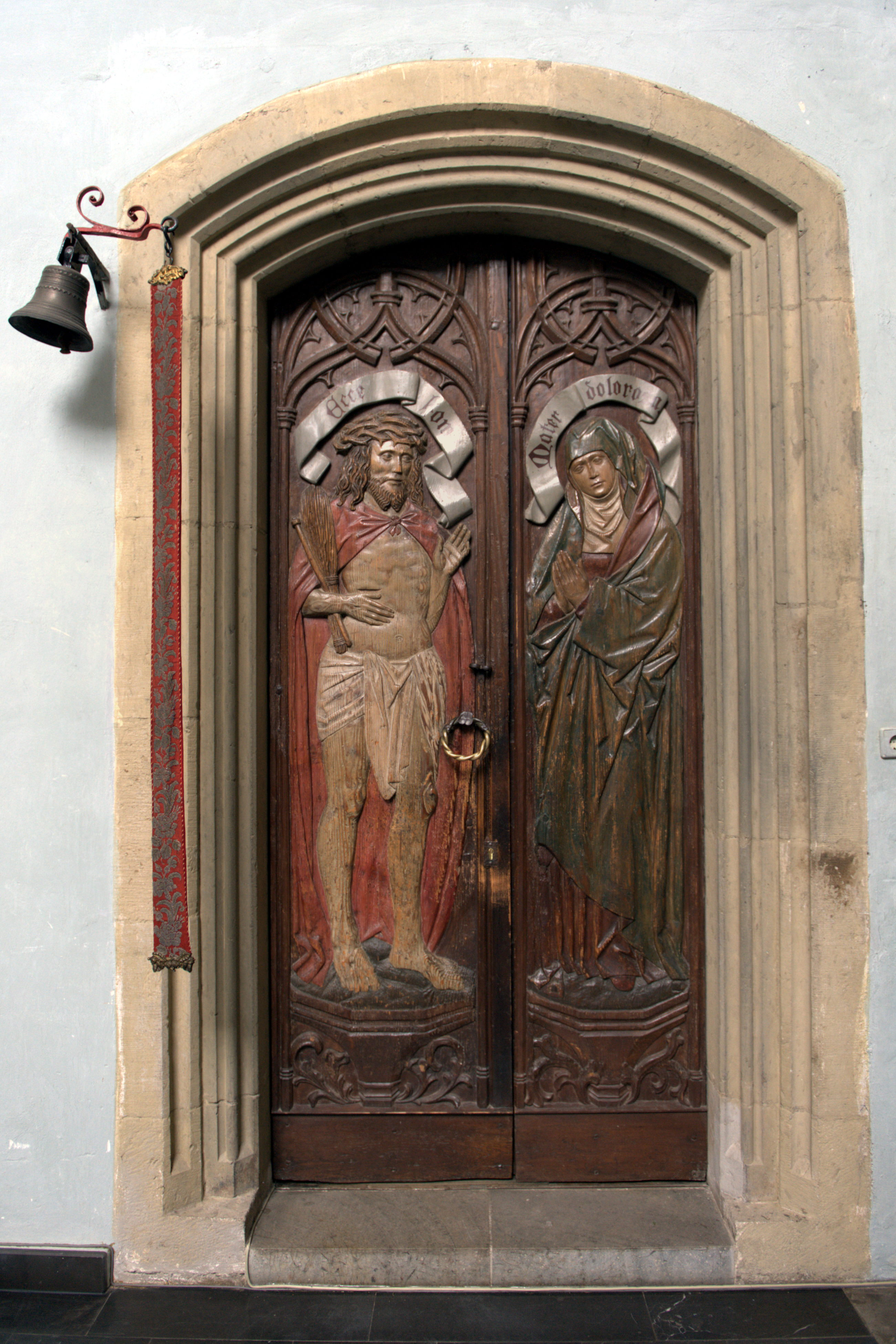
Gotyckie drzwi do zakrystii

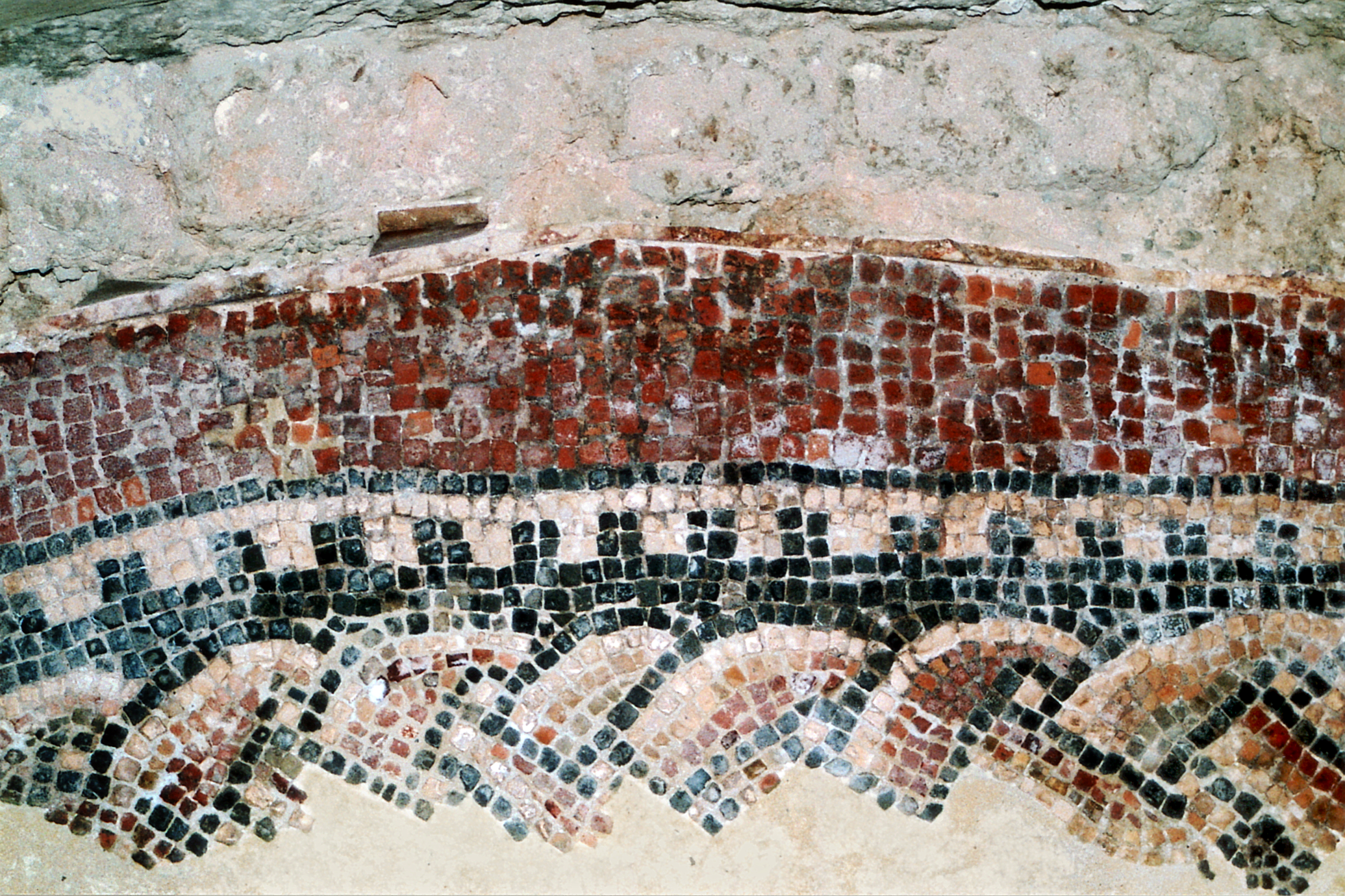
Antyczne mozaiki w przyziemiu jednej z kaplic
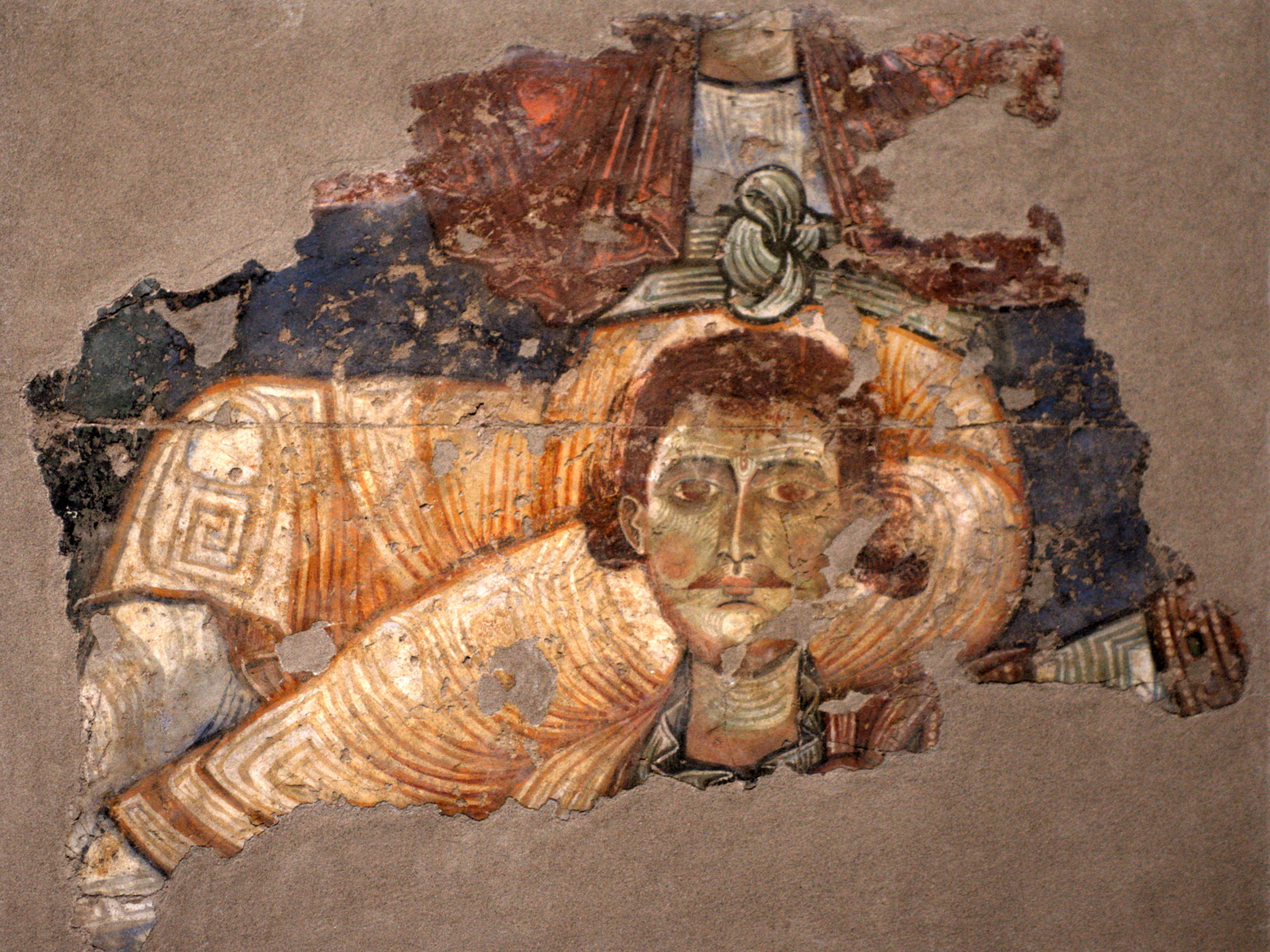
Romański fresk w dekagonie
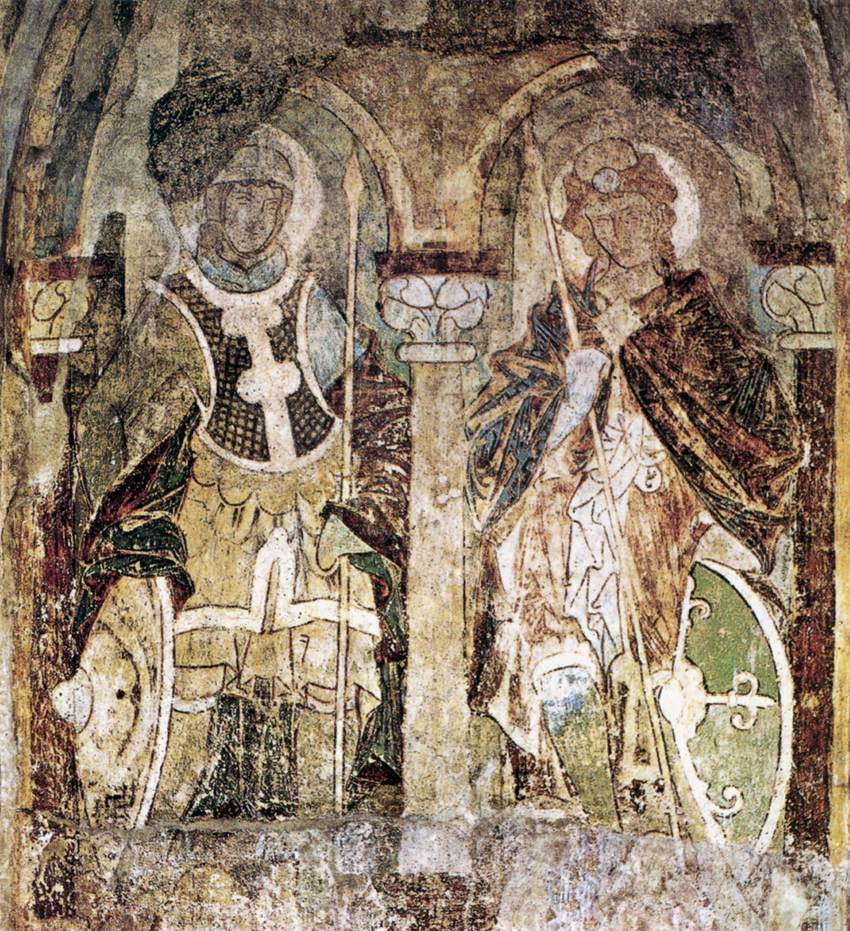
Święci Gereon i Marcin, fragment gotyckich malowideł z XIII w.
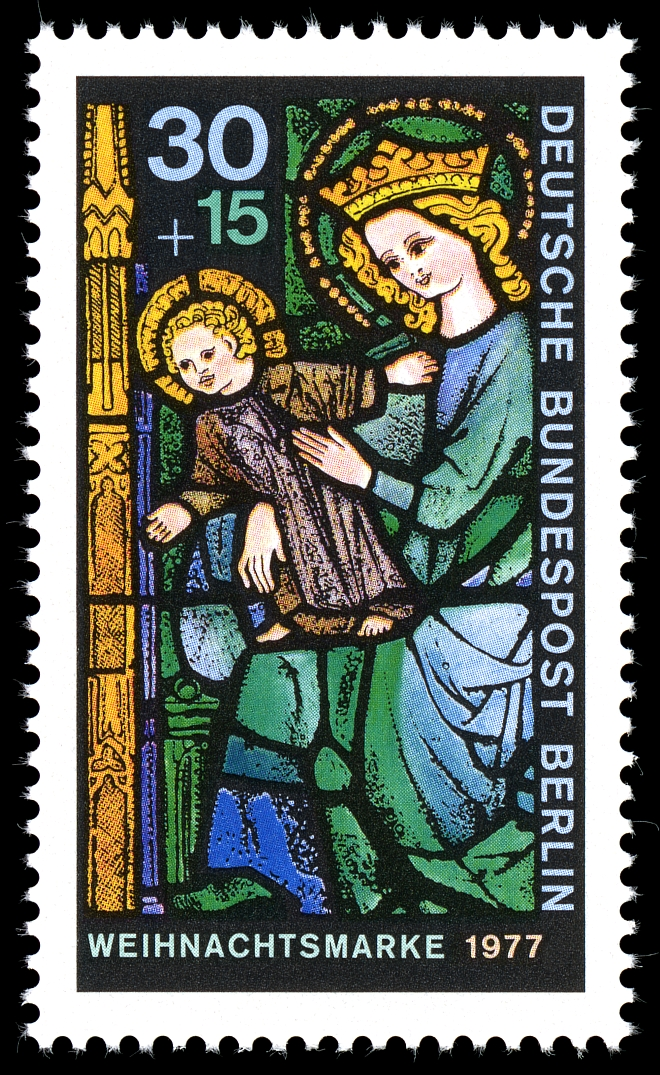
Jeden z gotyckich witraży na znaczku pocztowym z 1977 r.

## Dzwony
Wewnątrz wież wschodnich wisi sześć dzwonów, w tym cztery zabytkowe. Zachowała się zabytkowa drewniana konstrukcja z XVIII wieku, na której wiszą cztery z pięciu dzwonów, które odlano w 1779 w Malmedy. W roku 1961 odlano w Saarburgu dwa nowe dzwony, które powieszono w północnej wieży. Zastąpiły one przetopione podczas pożaru wieży dzwony z 1779 roku.
Stary brązowy dzwon zwany Świętym Albanem został zawieszony wtórnie we wrześniu 2008. Pierwotnie wisiał w kolońskim kościele św. Albana.
| Lp. | Nazwa     | Data odlania | Odlewnik, Miejsce odlania         | Średnica (mm) | Masa (kg) | Dźwięk (16tel) | Wieża      | Uwagi |
| 1   | Helena    | 1961         | Wolfgang Hausen-Mabilon, Saarburg | 1713          | 3000      | b0 +6          | Północna   | von Legros 1779, 2850 kg, b0, durch Odlany na miejscu zniszczonego podczas II wojny światowej                 |
| 2   | Gereon    | 1961         | Wolfgang Hausen-Mabilon, Saarburg | 1525          | 2000      | c1 +6          | Północna   | Poprzedni dzwon von Legros 1779, 2000 kg, c1, durch Odlany na miejscu zniszczonego podczas II wojny światowej |
| 3   | Gregorius | 1779         | Martin Legros, Malmedy            | 1320          | 1400      | d1 +6          | Południowa | – |
| 4   | Anno      | 1779         | Martin Legros, Malmedy            | 1251          | 1200      | es1 +6         | Południowa | – |
| 5   | Joseph    | 1779         | Martin Legros, Malmedy            | 1111          | 800       | f1 –2          | Południowa | – |
| 6   | Albanus   | 1507         | Johann von Andernach              | 1034          | 700       | g1 +3          | Południowa | Dawniej w kościele Św. Albana w Kolonii                                                                       |